# Navapolack
Navapolack (in bielorusso Наваполацк?; in russo Новополоцк?, Novopolock) è una città della Bielorussia di 98.138 abitanti, nella voblasc' di Vicebsk.